# Флаг городского округа Красногорск
Флаг городского округа Красного́рск — официальный символ городского округа Красногорск Московской области Российской Федерации.
Флаг был учреждён 21 февраля 2002 года как символ предшественника городского округа — Красногорского района и внесён в Государственный геральдический регистр Российской Федерации под номером 938. Переутверждён 26 октября 2017 г.
Флаг городского округа Красногорск составлен на основе герба городского округа Красногорск, по правилам и соответствующим традициям геральдики и отражает исторические, культурные, социально-экономические, национальные и иные местные традиции.

## Описание
Первый флаг района был учреждён 18 октября 2001 года решением Совета депутатов Красногорского района № 336/10, описание флага гласило:

Флаг представляет собой стандартное полотнище белого цвета. В центре полотнища размещён цветной герб Красногорского района. Размер герба составляет примерно 1/3 размера полотнища флага.

21 февраля 2002 года, решением Совета депутатов Красногорского района № 408/2, по рекомендации Геральдического совета при Президенте Российской Федерации, был учреждён новый флаг района:

Флаг Красногорского муниципального района представляет собой прямоугольное полотнище с соотношением сторон 2:3, воспроизводящее композицию герба Красногорского района.

В решении Совета депутатов 2017 года было изменено только наименование муниципального образования:

Флаг городского округа Красногорск представляет собой прямоугольное полотнище с соотношением сторон 2:3, воспроизводящее композицию герба городского округа Красногорск.

## Обоснование символики
Основным элементом флага является колонна, которая многозначна в своей символике. В городском округе Красногорск сохранились усадебные ансамбли XVII—XVIII веков: усадьба видного деятеля В. М. Долгорукова-Крымского «Знаменское-Губайлово»; усадьба «Архангельское», основанная Я. Одоевским и впоследствии принадлежавшая Черкасским, Голицыным, Юсуповым; усадьба «Ильинское», принадлежавшая Стрешневым, затем герою Отечественной войны 1812 года А. И. Остерману-Толстому, а с 1864 года —императорской фамилии; усадьба «Петровское» («Дурнево»), принадлежавшая Голицыным; усадьба «Никольское-Урюпино», принадлежавшая Одоевским.
Современный городской округ Красногорск — значительный промышленный и научно-культурный центр. Наиболее крупное предприятие — ПАО «Красногорский завод им. С. А. Зверева» является одним из ведущих российских производителей фотоаппаратов, оптических прицелов, приборов ночного видения и прецизионных оптических устройств, медицинского оборудования. Эта ведущая отрасль района изображена двумя линзами, преломляющими лучи света.
Красный цвет (червлень) — символ солнца и тепла, красоты, радости и праздника.
Синий цвет (лазурь) — символ чести, славы, преданности, истины, красоты, добродетели и чистого неба.
Зелёный цвет (зелень) — символ природы, изобилия, жизни и возрождения.
Жёлтый цвет (золото) — символ прочности, величия, богатства, интеллекта, великодушия.
Белый цвет (серебро) — символ простоты, совершенства, мудрости, благородства, мира, взаимосотрудничества.